# Ephrem Nariculam
Ephrem Nariculam (* 10. Dezember 1960 in Sanjopuram, Indien) ist Bischof von Chanda.

## Leben
Ephrem Nariculam empfing am 27. Dezember 1986 das Sakrament der Priesterweihe für das Großerzbistum Ernakulam.
Am 31. Juli 2014 ernannte ihn Papst Franziskus zum Bischof von Chanda. Der Großerzbischof von Ernakulam-Angamaly, George Kardinal Alencherry, spendete ihm am 24. Oktober desselben Jahres die Bischofsweihe; Mitkonsekratoren waren der Erzbischof von Nagpur, Abraham Viruthakulangara, und der emeritierte Bischof von Chanda, Vijay Anand Nedumpuram CMI. 